# Schweigt stille, plaudert nicht, BWV 211

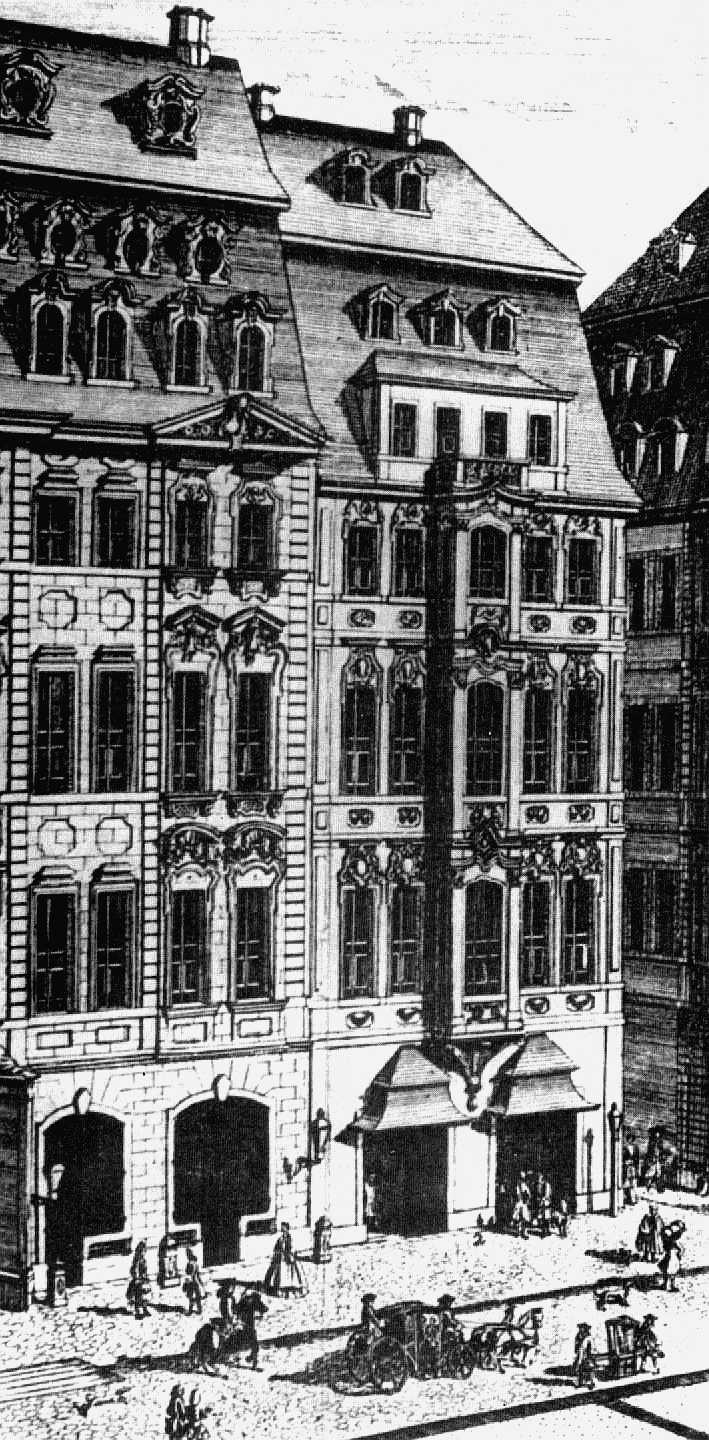
Cafetería Zimmermann (detalle de un grabado de Johann Georg Schreiber, 1732).

Schweigt stille, plaudert nicht, BWV 211 ("Silencio, no habléis"), también conocida como la Cantata del café, es una cantata secular compuesta por Johann Sebastian Bach, probablemente entre 1732 y 1735. A pesar de que está clasificada como cantata, es esencialmente una ópera cómica en miniatura. En un tono satírico, la obra habla de forma jocosa de una adicción al café.

## Historia
Bach dirigió regularmente un conjunto musical establecido en la Cafetería Zimmermann, un collegium musicum fundado por Georg Philipp Telemann en 1702. El libreto sugiere que algunas personas del siglo XVIII de Alemania veían el consumo de café como un mal hábito. Aun así, la obra probablemente pudo haber sido representada por primera vez en la casa de café de Leipzig.[cita requerida]
El libreto de la cantata (escrito por Christian Friedrich Henrici, conocido como Picander), incluye líneas como: «Si no pudiera, tres veces al día, beber café, mi pequeña taza de café, en mi angustia me convertiré en un reseca cabra asada».
Bach no escribió ninguna ópera: la cantata se escribió para ser interpretada como concierto, pero se representa actuada, escenificada con trajes.

## Partitura
La partitura de la obra está escrita para tres solistas vocales en las funciones de:
- Narrador, tenor
- Schlendrian (literalmente: palo en el barro), bajo
- Lieschen, su hija, soprano.

La orquesta consta de flauta travesera, dos violines obbligato, viola, clave y bajo continuo.

## Traducción del texto
1. Narrador
Cállate, no hables, escucha
lo que sucederá ahora:
ahora el señor Schlendrian
viene con su hija Liesgen
y ruge como un oso de miel;
¡Ahora escucha lo que le ha hecho!
2. Aria, Schlendrian
¿No tenemos con nuestros propios hijos
cientos de miles de aflicciones que ver?
Lo que siempre digo todos los días,
a mi hija Liesgen rezando,
pasa inútil en su camino.
3. Schlendrian y Liesgen
(Schlendrian) Niña
traviesa, traviesa, traviesa,
Ah, ¿cuándo lograré mi camino?
Para mí, ¡el café acabe!
(Liesgen)
Querido padre, ¡no seas tan estricto!
Porque si no puedo
beber tres veces al día mi pequeña taza de café,
ciertamente convertiré mi angustia
en una cabra seca para asar.
4. Aria, Liesgen
¡Ah! Qué dulce es el sabor del café,
más dulce que mil besos, más
suave que el dulce moscatel.
Café, café, debo tomarlo,
y si alguien quiere tomarme, 
¡Ah, mi taza con café se llena!
5. Schlendrian, Liesgen
(Schlendrian)
Si por mí no dejas el café,
no asistirás a ningún banquete de bodas,
ni tampoco darás un paseo.
(Liesgen)
¡De acuerdo!
¡Pero aquí dejo mi café!
(Schlendrian) 
¡Aquí ahora tengo el pequeño mono!
Estoy seguro de que uno vestido de ballena te rechazará.
(Liesgen)
Puedo fácilmente aprender a soportarlo.
(Schlendrian)
No te asomarás a la ventana 
¡Y no verás quién camina bajo ella!
(Liesgen)
Esto también; pero escucha mi petición
y concédeme que me guarde el café.
(Schlendrian)
¡Tampoco tendrás de mi mano
una banda de plata o de oro
sobre tu sombrero!
(Liesgen)
¡Sí, sí! ¡Pero déjame mi placer!
(Schlendrian)
Tú, Liesgen, desenfrenada,
¿entonces me desobedeces?
6. Aria
Las doncellas de Schlendrian son de corazón
duro, no son fáciles de persuadir.
Pero solo haciendo lo correcto,
oh, tendrás una dote feliz.
7. Schlendrian, Liesgen
(Schlendrian) 
¡Ahora, obedece lo que te pide tu padre!
(Liesgen) 
¡En todas las cosas, solo en el café no!
(Schlendrian) 
Continúa, entonces 
carecerás también de un marido para siempre.
(Liesgen) 
¡Oh no, querido padre, por favor, un hombre!
(Schlendrian)
Lo juro, nunca lo tendrás.
(Liesgen) 
¿Hasta que del café me abstenga?
¡Bien! ¡Café, sé abandonado para siempre!
Querido padre, fíjate, nunca beberé ni un poquito.
(Schlendrian)
Y tú, a tu vez, finalmente lo obtendrás.
8. Aria, Liesgen
Hoy mismo,
oh querido Padre, ¡hazlo, por favor!
¡Ah, un hombre!
¡De verdad, me vendría bien!
¡Ojalá ocurriera pronto
que por fin en lugar del café, antes de que
me vaya a la cama,
me encuentre un amante galante!
9. Narrador
El viejo señor Schlendrian ahora va en busca de él, 
su hija Liesgen,
pronto podrá conseguir un marido aquí;
Pero Liesgen secretamente piensa:
Ningún pretendiente entrará en mi casa a
menos que me haya hecho la promesa
y la ponga también en el contrato de matrimonio,
que se me permitirá preparar,
cuando quiera, mi café.
10. Coro 
Un gato, con su ratón nunca se rinde,
una niña sigue siendo bebedora de café.
A las madres les encanta tomar la infusión, las
abuelas también la bebían con cariño,
entonces, ¿Quién censurará ahora a las hijas?

## En la cultura popular
- La Cantata del café suena en el aparato de radio que enciende uno de los personajes de la serie Shtisel (temporada 1, episodio 6), acerca de las costumbres del sector religioso de la comunidad judía en Israel.[5]